# Illkirch-Graffenstaden
Illkirch-Graffenstaden (wymowa: [ilkiʁʃ ɡʁafɛnʃtadɛn]ⓘ) – miejscowość i gmina we Francji, w regionie Grand Est, w departamencie Dolny Ren.
Według danych na rok 1999 gminę zamieszkiwało 24 815 osób, 1 072 os./km².